# Valbjarnarvallamúli
Valbjarnarvallamúli är en kulle i republiken Island. Den ligger i regionen Västlandet, 70 km norr om huvudstaden Reykjavík. Toppen på Valbjarnarvallamúli är 304 meter över havet.
Trakten runt Valbjarnarvallamúli är nära nog obefolkad, med mindre än två invånare per kvadratkilometer. Närmaste större samhälle är Hvanneyri, omkring 18 kilometer söder om Valbjarnarvallamúli. Trakten runt Valbjarnarvallamúli består i huvudsak av gräsmarker.